# 卡贝萨戈尔达
卡贝萨戈尔达是葡萄牙贝雅区的一个堂区。总面积78平方公里，总人口1571人，人口密度20.1人/平方公里。